# Run (チューリップのアルバム)
『run』（ラン）は、チューリップの通算22枚目のアルバム。2007年5月30日発売。

## 解説
オリジナル・アルバムとしては『Well』以来18年ぶり、2枚組のオリジナル・アルバムは『Someday Somewhere』以来28年ぶりとなる作品である。
チューリップの良さが一番出ていたころの音作りを目指して作成され、デビューから35年を経て行き着いたひとつの集大になっている。
「歳をとったしもう一度走ろうよ」というテーマを込めたタイトル曲『run』を含む、20曲が収録されている。
DISC 1は2000年代以降の楽曲の延長線上にある楽曲が収録されており、流行りに乗りすぎないようまとめてある。
DISC 2は財津和夫がソロで作る音楽が下敷きになっており、チューリップのイメージとは違う世界観が演出されている。
当初はシングルの発売も予定されたが、結果的にアルバムのみの発売となった。
外部のミュージシャンも一部起用されている。
1997年の再結成以降はJVCケンウッド・ビクターエンタテインメントに所属していたが、オリジナル・アルバムは本作以降発売しておらず、チューリップとして楽曲を発売していないため、現状ではJVCケンウッド・ビクターエンタテインメントから発売した、チューリップとしての唯一のオリジナル・アルバムであり、かつ最後のアルバムになっている。

## 収録曲
DISC 1
1. run
  - 作詞／作曲：財津和夫　編曲：チューリップ　ボーカル：財津和夫
  - アルバムのタイトル曲で、同年のツアーでも演奏された。
2. 果てしない旅
  - 作詞：上田雅利／作曲：姫野達也　編曲：チューリップ　ボーカル：姫野達也
3. 明日のクライシス
  - 作詞／作曲：財津和夫　編曲：チューリップ　ボーカル：財津和夫
4. 試してごらん嘘じゃない（時は涙を連れて行く）
  - 作詞／作曲：安部俊幸　編曲：チューリップ　ボーカル：上田雅利
  - 2014年に安部が急逝したため、安部が作詞・作曲した最後の楽曲になった。
5. スズラン
  - 作詞／作曲：宮城伸一郎　編曲：チューリップ　ボーカル：宮城伸一郎
6. 自分に素晴らしい
  - 作詞／作曲：財津和夫　編曲：チューリップ　ボーカル：財津和夫
7. NEVER ENDING
  - 作詞：宮城伸一郎／作曲：姫野達也　編曲：チューリップ　ボーカル：姫野達也
  - 同年のツアーでも演奏された楽曲。
8. Sunny ～朝陽はそこに居たよ～
  - 作詞／作曲：上田雅利　編曲：チューリップ　ボーカル：上田雅利
9. 天使になるから
  - 作詞／作曲：財津和夫　編曲：チューリップ　ボーカル：財津和夫
10. Rainbow
  - 作詞：杉真理／作曲：姫野達也　編曲：チューリップ　ボーカル：姫野達也
  - チューリップをイメージした歌詞が用いられている。
  - 英語詞の楽曲以外で外部から作詞を担当したのは、『夏色のおもいで』以来2曲目である。

DISC 2
全曲　作詞／作曲：財津和夫　編曲：チューリップ　ボーカル：財津和夫
1. あの星へもどろう
2. Tea House
3. あなたとめぐり会って
4. 翼はいらない
5. 君を抱き上げて
6. 昼間の雨
7. 空を見上げる人
8. すべては忘れた
9. 見えないものも信じられるさ　愛が信じられるなら
10. たった一日で君との永遠が見えたんだ

## クレジット
TULIP
財津和夫 vocal, guitars, keyboards, harmonica
安部俊幸 vocal, guitars
上田雅利 vocal, drums, percussions
姫野達也 vocal, guitars, keyboards, bass
宮城伸一郎 vocal, bass, guitars, keyboards
Additional Musician
「run」「あの星へもどろう」additional guitars　林部直樹 by the courtesy of Sony Music Records　
「run」programing　京田誠一
「たった一日で君との永遠が見えたんだ」co-arrangement, keyboards, programing　清水俊也
additional percussions 安部徹
「見えないものも信じられるさ　愛が信じられるなら」additional keyboard　上甲ひとみ
Instrumental Technicians　筧敏彦・内藤啓介（SOUND CREW）・安芸崇史（STARIGHT）
Recorded and Mixed by 安部徹
Recorded by 茨木直樹 片倉麻美子(MIXER’S LAB) 後村孝広(ON AIR 麻布)
Recording Studios & Assistant Engineers
ON AIR 麻布　上甲ひとみ 新城浩美 森田信之 米山雄大
WESTSIDE　小坂康太郎
Victor Studio　山口桃子
Studio Greenbird　岡本慎太郎
BURNISH STONE　高根晋作
Wonder Station　高橋利幸
Mastering Engineer　内田孝弘(FLAIR MASTERING WORKS)
Artwork　矢野宏(V.D.C.)
Art Direction　守本勝英(GUNNS)
Styling　二村毅(FEMME)
Hair & Make-Up　矢口憲一(traffic)
Studio Document Photos　羽田誠(小池事務所)
Studio Document Hair & Make-Up　高野孝喜(ONE LOVE)
Visual Co-ordination　原亜由美(V.D.C.)
Victor Entertainment, Inc.
A&R Director, Title Letter　助川仁
Publicist　田中弘
Sales Promotion　建部俊也
Desk　山田幸代　石川真理
With a great help of all Victor Staff!
Head of Publicity/Sales Promotion Dept　原田晃宏　清水達也
Executive Producer　植田勝教　衛藤祐一郎　岩渕稔　見上浩司　山本雅美
Supervisor　三枝照夫
TULIP Project
Artist & Tour Administration　小𠩤俊也(JVC Entertainment, Co, LTD)　岡田英次(OPRYLAND INC.)
財津和夫Management　門脇重昭(CRICKET)
上田雅利Support　鞆裕子
Web Site Administration　姫野香代(Victor Entertainment, Inc.)　岩間尚志　立石京子(CRICKET)
Special Thanks to
草野夏矢・秀間修一・吉田聡志(SHINKO MUSIC ENTERTANMENT CO., LTD.),
小野良造, 鈴木護(FUJIPACIFIC MUSIC INC.), 伊藤一臣・新美賢治(MS ENTERTAINMENT), ユアソング, キョードー東北, エニー, キョードー東京, キョードー横浜, サンデーフォークプロモーション, キョードー大阪, キャンディープロモーション, キョードー西日本, 岡田千春・友清麻衣子(CRICKET), 小泉信彦, Yamaguchi Bros, Roland, YAIRI, SHECTER